# Авангард (Мелітопольський район)
Аванга́рд — село в Україні, у Веселівській селищній громаді Мелітопольського району Запорізької області. Населення становить 107 осіб.

## Географія
Село Авангард розташоване за 149 км від обласного центру та 68 км від районного центру. Найближче сусіднє село Мала Михайлівка (за 7,5 км). Селом тече пересихаючий струмок із загатою.
В селі всього дві вулиці: Зелена та Центральна.

## Клімат
| Клімат Авангарда          | Клімат Авангарда | Клімат Авангарда | Клімат Авангарда | Клімат Авангарда | Клімат Авангарда | Клімат Авангарда | Клімат Авангарда | Клімат Авангарда | Клімат Авангарда | Клімат Авангарда | Клімат Авангарда | Клімат Авангарда | Клімат Авангарда |
| Показник                  | Січ.             | Лют.             | Бер.             | Квіт.            | Трав.            | Черв.            | Лип.             | Серп.            | Вер.             | Жовт.            | Лист.            | Груд.            | Рік              |
| Середній максимум, °C     | −0,2             | 0,4              | 4,7              | 13,8             | 21,0             | 25,8             | 28,3             | 27,5             | 22,1             | 14,7             | 7,3              | 2,8              | 14               |
| Середня температура, °C   | −3,2             | −2,6             | 1,3              | 9,3              | 15,9             | 20,4             | 22,7             | 21,9             | 16,7             | 10,2             | 4,2              | 0,2              | 9                |
| Середній мінімум, °C      | −6,2             | −5,6             | −2,1             | 4,8              | 10,9             | 15,1             | 17,2             | 16,4             | 11,3             | 5,7              | 1,1              | −2,3             | 5                |
| Норма опадів, мм          | 36               | 33               | 29               | 30               | 41               | 47               | 45               | 35               | 32               | 25               | 35               | 42               | 430              |
| ------------------------- | ---------------- | ---------------- | ---------------- | ---------------- | ---------------- | ---------------- | ---------------- | ---------------- | ---------------- | ---------------- | ---------------- | ---------------- | ---------------- |
| Джерело: climate-data.org |                  |                  |                  |                  |                  |                  |                  |                  |                  |                  |                  |                  |                  |

## Історія
7 (20) листопада 1917 року, відповідно до Третього Універсалу Української Центральної Ради, увійшло до складу Української Народної Республіки.
Село постраждало від Голодомору 1932—1933 років, організованого радянським урядом з метою знищення місцевого українського населення. Кількість встановлених жертв згідно з даними Державного архіву Запорізької області — 16 осіб.
У 1962—1965 роках село перебувало у складі Михайлівського району Запорізької області, відтак у складі Веселівського району.
До 27 серпня 2015 року, до утворення Веселівської селищної громади, село підпорядковувалося Білоріцькій сільській раді.
12 червня 2020 року, відповідно до розпорядження Кабінету Міністрів України № 713-р «Про визначення адміністративних центрів та затвердження територій територіальних громад Запорізької області», село увійшло до складу Веселівської селищної громади.
19 липня 2020 року, в результаті адміністративно-територіальної реформи та ліквідації Веселівського району, село увійшло до складу новоутвореного Мелітопольського району.
22 червня 2023 року рішенням Національної комісії зі стандартів державної мови віднесено до списку населених пунктів, які «можуть не відповідати лексичним нормам української мови», зокрема стосуватися «російської імперської чи колоніальної політики». Громаді рекомендовано обґрунтувати доцільність збереження поточної назви або запропонувати нову назву в установленому законодавством порядку.

## Населення
Відповідно з переписом УРСР 1989 року чисельність наявного населення села становила 145 осіб, з яких 59 чоловіків та 86 жінок.
За переписом населення України 2001 року в селі мешкало 107 осіб.

### Мова
Розподіл населення за рідною мовою за даними перепису 2001 року:
| Мова       | Відсоток |
| ---------- | -------- |
| українська | 92,52 %  |
| російська  | 7,48 %   |